# Vitstrupig honungsfågel
Vitstrupig honungsfågel (Melithreptus albogularis) är en fågel i familjen honungsfåglar inom ordningen tättingar.

## Utseende
Vitstrupig honungsfågel är en liten honungsfågel med svart hjässa. Undersidan är vit och ovansidan ljust olivgrön. På huvudet syns vit strupe och ett vitt band bakom ögat. Ungfågeln är mer brunaktiga med gula näbbar. Arten är mycket lik både svarthakad honungsfågel och vitnackad honungsfågel, men urskiljs lätt av den vita halvmånen som syns rakt ovan ögat.

## Utbredning och systematik
Vitstrupig honungsfågel förekommer i Australien. Den delas in i två underarter med följande ubredning:
- Melithreptus albogularis albogularis – förekommer i norra Australien (från Kimberley i Western Australia till Kap Yorkhalvön)
- Melithreptus albogularis inopinatus – förekommer i östra Australien (från Cairns i Queensland till området kring Kempsey i New South Wales)

## Levnadssätt
Vitstrupig honungsfågel hittas i olika skogstyper, främst i områden nära rinnande vattendrag. Den ses vanligen i par eller smågrupper.

## Status och hot
Arten har ett stort utbredningsområde, men tros minska i antal, dock inte tillräckligt kraftigt för att den ska betraktas som hotad. Internationella naturvårdsunionen IUCN listar arten som livskraftig (LC).